# Polygala monninoides
Polygala monninoides är en jungfrulinsväxtart som beskrevs av Carl Sigismund Kunth. Polygala monninoides ingår i släktet jungfrulinssläktet, och familjen jungfrulinsväxter. Inga underarter finns listade i Catalogue of Life.